# Liste der Stolpersteine in Gifhorn
Die Liste der Stolpersteine in Gifhorn enthält alle Stolpersteine, die im Rahmen des gleichnamigen Kunst-Projekts von Gunter Demnig in Gifhorn verlegt wurden. Mit ihnen soll der Opfer des Nationalsozialismus gedacht werden, die in Gifhorn lebten und wirkten. Am 6. Oktober 2021 wurden neun Stolpersteine verlegt.

## Liste der Stolpersteine
| Bild | Person, Inschrift | Adresse                           | Verlegedatum    | Anmerkung |
| --- | --- | --------------------------------- | --------------- | --------- |
| | Hier wohnte / arbeitete Erich Lehmann JG. 1914 1937 Betrieb geschlossen 1938 Fleischerei Zwangsversteigert Unter falschem Namen überlebt                                                      | Schillerplatz 2                   | 6. Oktober 2021 |           |
| Bild gesucht Der Benutzer GeorgDerReisende wünscht sich an dieser Stelle ein Bild vom Ort mit diesen Koordinaten 52.48801 10.54323 . Motiv: Torstraße 12: der Stolperstein für Bertha Müller, die Lage und das Haus Falls du dabei helfen möchtest, erklärt die Anleitung , wie das geht. BW | Hier wohnte Bertha Müller Verw. Lehmann Geb. Magnus JG. 1887 Deportiert 1943 Auschwitz Ermordet 11.8.1943                                                                                     | Torstraße 12 (früher Torstraße 4) | 6. Oktober 2021 |           |
| | Hier wohnte Alice Frieda Nathansohn geb. Friedberg JG. 1880 Flucht 1939 Holland Interniert Westerbork Deportiert 1942 Auschwitz Ermordet 21.9.1942                                            | Torstraße 12 (früher Torstraße 3) | 6. Oktober 2021 |           |
| | HIer arbeitete Willy Redlich JG. 1881 Verhaftet 5.5.1939 Gefängnis Celle Entlassen 19.8.1939 Flucht in den Tod 12.3.1940                                                                      | Steinweg 73                       | 6. Oktober 2021 |           |
| | Anna Maria Hedwig Redlich Geb. Heinemann JG. 1886 Gedemütigt / Entrechtet Flucht in den Tod 12.3.1940                                                                                         | Steinweg 73                       | 6. Oktober 2021 |           |
| | Hier lebte Albrecht Muenk JG. 1893 Eingewiesen 1928 Kästorfer Anstalten Zwangssterilisiert 29.1.1935 1935 Stift Isenwald Schicksal unbekannt                                                  | Am Isenwald                       | 6. Oktober 2021 |           |
| | Hier lebte Heinrich Alberts JG. 1905 Eingewiesen 1933 Kästorfer Anstalten Zwangssterilisiert 6.8.1934 1935 Heilanstalt Wunstorf 1941 Heilanstalt Lüneburg Überlebt                            | Hagenhof 7                        | 6. Oktober 2021 |           |
| | Hier lebte Walter Hartung JG. 1908 Eingewiesen 1930 Kästorfer Anstalten Zwangssterilisiert 29.8.1934 Krankenhaus Celle Kästorfer Anstalten Überlebt                                           | Hofweg 1                          | 6. Oktober 2021 |           |
| | Hier lebte Erich Willigeroth JG. 1915 "Als Asozial stigmatisiert" Eingewiesen 1931 Kästorfer Anstalten Zwangssterilisiert Krankenhaus Celle 25.7.1934 Kästorfer Anstalten Entlassen 24.7.1936 | Pappelweg 11–13                   | 6. Oktober 2021 |           |

## Verlegungen
- 6. Oktober 2021: Neun Stolpersteine